# CSM Victoria Carei
Club Sportiv Municipal Victoria Carei, cunoscut simplu ca Victoria Carei, este un club românesc de fotbal din Carei, județul Satu Mare, care evoluează în prezent în Liga a IV-a – Satu Mare, al patrulea eșalon al fotbalului românesc.
Fondat în 1923, Victoria Carei a jucat șaisprezece sezoane în divizia secundă între 1935 și 1988 și treizeci și șapte de sezoane în divizia a treia între 1946 și 2024. Cea mai bună performanță a fost locul 3 în sezonul 1935–36 al Diviziei B.

## Istoric

### Primii ani și ascensiunea (1923–1990)
După încheierea Primului Război Mondial, și unirea Transilvaniei cu România, ratificată în 1920 prin Tratatul de la Trianon, activitatea fotbalistică s-a reluat începând cu sezonul 1920–21, echipele din județul Satu Mare evoluând în Campionatul Districtual Oradea, orașul Carei fiind reprezentat în primele sezoane de Club Atletic Carei.
Victoria Carei s-a înființat în 1923 și a participat inițial în Campionatul Districtual Maramureș, clasându-se pe locul 4 în primul său sezon. Victoria a promovat în divizia secundă la finalul sezonului 1934–35, câștigând Campionatul Districtual Satu Mare și titlul Ligii de Nord, după victorii împotriva echipelor Astra Sighet (4–1), Macabi Oradea (2–0) și CM Cluj (4–2). În barajul de promovare/retrogradare, Victoria a învins Ceramica Bistrița, ocupanta ultimului loc din Seria a III-a a Diviziei B, câștigând cu 1–0 în deplasare și 3–0 acasă. Echipa era antrenată de Muller și includea jucători precum Corodi, Prunar, Stier II, Sabău, Danca, Albu, Tătar, Filipescu, Stier I, Almași și Hragyel.
În Divizia B, Victoria și-a făcut debutul în sezonul 1935–36, încheind pe un loc onorabil 3. A urmat o perioadă de patru sezoane consecutive în eșalonul secund: 1936–37 (locul 13), 1937–38 (locul 9), 1938–39 (locul 8). În sezonul 1939–40, echipa s-a retras la începutul returului, pierzând automat ultimele nouă partide cu 0–3, ceea ce a dus la clasarea pe ultimul loc și implicit la retrogradare. De asemenea, în sezonul 1937–38 a ajuns în turul al doilea al Cupei României, fiind eliminată cu 0–7 de Unirea Tricolor București.
În urma Dictatului de la Viena, semnat la 30 august 1940, prin care nordul Transilvaniei a fost cedat Ungariei, Victoria Carei a fost integrată în sistemul competițional maghiar.
Sub denumirea Victoria CFR Carei, clubul a revenit în sistemul competițional românesc în sezonul 1946–47 – primul sezon de Divizia C după încheierea celui de-Al Doilea Război Mondial – terminând pe locul 6 în Seria a VI-a. Cu excepția ediției 1948–49, în care a ocupat locul 4 în Seria a II-a, formația din Carei – redenumită ulterior CFR, iar mai apoi Recolta – a evoluat în Campionatul Regional, întrucât Divizia C nu a mai fost organizată până în 1956.
În următoarele trei sezoane petrecute în eșalonul al treilea, Recolta a ocupat locul 10 în 1956, din nou locul 10 în 1957–58, iar în sezonul 1958–59 a încheiat pe locul 3. Pe fondul reorganizării Diviziei B într-un format cu trei serii a câte 14 echipe, formațiile clasate pe poziția a treia în toate cele șase serii ale Diviziei C au participat la un baraj de promovare. Recolta revenind în Divizia B după o pauză de nouăsprezece ani, grație unui 1–1 cu Aurul Brad și unei victorii cu 1–0 împotriva Textila Sfântu Gheorghe.
Echipa a evoluat timp de patru sezoane consecutive în divizia secundă, obținând următoarele clasări: locul 5 în 1959–60, locul 9 în sezoanele 1960–61 și 1961–62, iar în 1962–63 a încheiat pe locul 11, retrogradând ca urmare a unei noi reorganizări a formatului Diviziei B.
În sezonul 1963–64, careienii au revenit în Divizia B după ce au câștigat Seria de Nord a Diviziei C. Tot în acel sezon, Victoria Carei a ajuns în șaisprezecimile Cupei României, unde a fost eliminată după o înfrângere cu 0–4 în fața formației Rapid București.
În sezonul 1964–65 al Diviziei B, Victoria Carei abia a evitat retrogradarea, terminând pe locul 12 în Seria a II-a. Totodată, echipa a ajuns din nou în primul tur al Cupei României, unde a fost eliminată după o înfrângere cu 0–1 în fața echipei Farul Constanța. În anul următor, Recolta a retrogradat în Divizia C, la golaveraj, terminând pe locul 13 din 14 echipe în Seria a II-a, cu 21 de puncte, la egalitate cu Minerul Lupeni și CSM Sibiu.
În sezonul 1966–67, echipa a evoluat în Seria Nord a Diviziei C, ocupând locul 3, iar în vara anului 1967, clubul a revenit la vechiul nume, Victoria Carei. La finalul sezonului 1967–68, echipa a terminat din nou pe locul 3 în aceeași serie.

### Suișuri și coborâșuri (1970–2007)
În următoarele patru sezoane, echipa a luptat pentru promovare, terminând pe locul 2 în sezoanele 1968–69 și 1969–70, pe locul 3 în sezonul 1970–71, când a evoluat în Seria a VII-a, și pe locul 1 în sezonul 1971–72, în Seria a X-a. Totuși, a ratat promovarea după ce a pierdut barajul, disputat împotriva echipelor Metrom Brașov (1–3) și Industria Sârmei Câmpia Turzii (0–4).
În sezonul 1972–73, Victoria Carei a obținut promovarea în Divizia B, punând capăt celor șapte sezoane consecutive petrecute în al treilea eșalon, după ce a câștigat Seria a X-a a Diviziei C. Echipa, antrenată de Alexandru Papp, a inclus jucători precum Silviu Lung, Ștefan Feher, Gheorghe Erdei, József Vancsa, Tibor Újvári, Lajos Keizer, Árpád Bereczki, Alexandru Nagy, Árpád Danka, Ștefan Béres, Ștefan Fésús, Tibor Szabó, A. Budai și L. Fésús.
Victoria a petrecut următoarele trei sezoane în Seria a III-a a Diviziei B, terminând pe locul 7 în sezonul 1973–74, pe locul 14 în sezonul 1974–75 și pe locul 17 în sezonul 1975–76, retrogradând din nou în Divizia C. În campania 1976–77, echipa a câștigat Seria a IX-a a Diviziei C și a obținut o revenire imediată în eșalonul secund. Cu toate acestea, în sezonul 1977–78, Victoria a retrogradat din nou, terminând pe locul 17 din 18 echipe în Seria a III-a.
Victoria Carei a evoluat în Divizia C timp de nouă sezoane consecutive. În sezonul 1978–79, careienii au terminat pe locul 9 în Seria a X-a și s-au calificat în primul tur al Cupei României, unde au fost eliminați cu 0–1 de echipa de primă divizie Sportul Studențesc. În sezonul 1979–80, au încheiat pe locul 2 în Seria a X-a, la 3 puncte distanță de CIL Sighetu Marmației, iar în 1980–81, au ocupat locul 5 în Seria a IX-a. Ulterior, au obținut două locuri secunde: în 1981–82 (la 4 puncte de Armătura Zalău) și în 1982–83 (la un singur punct de Steaua CFR Cluj-Napoca), ambele în Seria a X-a. De asemenea, echipa a înregistrat locurile 12 (1983–84) în Seria a X-a, 4 (1984–85) în Seria a IX-a, 5 (1985–86) în Seria a X-a și 3 (1986–87) în Seria a X-a.
În vara anului 1987, datorită fuziunii dintre Unio Satu Mare și Olimpia Satu Mare, Victoria Carei, beneficiind de sprijinul autorităților locale, a preluat locul Unio în sezonul 1987–88 al Diviziei B, însă a retrogradat imediat, terminând pe ultimul loc în Seria a III-a.
În sezoanele următoare petrecute în Divizia C, Victoria Carei s-a menținut constant în jumătatea superioară a clasamentului, fără a reuși însă să emită pretenții reale la promovare, clasându-se pe locul 8 în 1988–89, locul 6 în 1989–90, locul 4 în 1990–91 și 1991–92, respectiv locul 8 în 1992–93. Totuși, declinul a venit la finalul sezonului 1993–94, când echipa a încheiat pe locul 19 din 20 și a retrogradat în divizia a patra.
După o perioadă petrecută în eșalonul județean, Victoria a revenit în prim-plan în sezonul 1996–97, când a câștigat campionatul județean Satu Mare și a promovat în Divizia C în urma unei victorii cu 1–0 în barajul disputat împotriva campioanei județului Maramureș, Progresul Șomcuta Mare. Această revenire în al treilea eșalon a fost însă de scurtă durată: la finele sezonului 1997–98, echipa a retrogradat din nou, după ce a încheiat pe locul 16 în Seria a IV-a și a revenit în divizia a patra.
Un nou moment de ascensiune a avut loc în sezonul 2001–02, când Victoria Carei a cucerit din nou titlul județean și a obținut promovarea în Divizia C, după o victorie clară, 3–0, în fața echipei Rapid Jibou, campioana județului Sălaj.
Următoarele două sezoane în al treilea eșalon s-au încheiat în zona de mijloc a clasamentului, echipa ocupând locul 8 în 2002–03 și locul 7 în 2003–04. Au urmat apoi două sezoane foarte bune, în care Victoria Carei a terminat pe poziția secundă în 2004–05 și 2005–06. Totuși, sezonul 2006–07 s-a dovedit a fi unul dezastruos, încheiat cu ocuparea locului 16 din 18 și o nouă retrogradare în Liga a IV-a.

### Ligile județene (2007–2022)
Cu Florin Fabian în calitate de antrenor-jucător, Victoria a câștigat Liga a IV-a – Satu Mare în sezonul 2007–08, însă a ratat promovarea în Liga a III-a după ce a pierdut barajul cu 1–3 în fața echipei Liberty II Marghita, campioana județului Bihor.
În sezonul 2008–09, sub conducerea lui Zsolt Tabi, Victoria a câștigat Seria B a Ligii a IV-a – Satu Mare, dar a pierdut finala județeană cu 1–2 în fața echipei Turul Micula, câștigătoarea Seriei A, într-un meci disputat pe Stadionul Olimpia din Satu Mare. Tabi a condus din nou formația din Carei spre câștigarea titlului județean în sezonul 2009–10, însă barajul de promovare a fost din nou pierdut, de această dată cu 0–4 pe teren neutru la Zalău, în fața celor de la Spicul Mocira, campioana județului Maramureș.
Sezonul următor a adus schimbări importante la Carei, Alexandru Bagossyi fiind numit antrenor principal. Clubul a transferat mai mulți jucători și a promovat tineri din grupele de juniori, încercând să depășească dificultățile financiare și datoriile acumulate. Totuși, în sezonul 2010–11, Victoria a încheiat pe locul 3 în Seria B, iar în ediția următoare a terminat pe poziția a 13-a. În vara anului 2012, echipa s-a retras din Liga a IV-a și a intrat într-o pauză competițională de doi ani, rămânând activă doar la nivel juvenil.
După o pauză competițională de doi ani, Victoria a revenit în sezonul 2014–15, evoluând în Liga a V-a – Satu Mare, încheind pe locul 6. În sezonul următor, echipa a fost înscrisă în Liga a IV-a, unde a obținut locul 7 (2015–16), locul 2 (2016–17), locul 5 (2017–18), iar în sezoanele 2018–19 și 2019–20 a încheiat din nou pe poziția a doua.
Sub comanda lui Marius Botan, Victoria a câștigat ediția 2020–21 a Ligii a IV-a – Satu Mare, însă a ratat din nou promovarea, pierzând cu 0–3 în fața formației Real Bradu, campioana Ligii a IV-a – Argeș, în turul preliminar al barajului de promovare.

### Înapoi în ligile naționale  (2022–prezent)
În sezonul 2021–2022, Victoria Carei, condusă de pe bancă de Marius Botan, a câștigat pentru a doua oară consecutiv titlul de campioană județeană. În meciul de baraj pentru promovare, a întâlnit campioana Ligii a IV - Cluj, Supporter 2.0 Cluj-Napoca, de care a trecut cu scorul general de 4–1 (1–1 la Cluj și 3–0 la Carei), Careienii revenind în Liga a III-a după 15 ani de absență.

## Palmares
Liga a III-a
- Campioană (4): 1963–64, 1971–72, 1972–73, 1976–77
- Viceampioană (7): 1968–69, 1969–70, 1979–80, 1981–82, 1982–83, 2004–05, 2005–06

Liga a IV-a Satu Mare
- Campioană (6): 1996–97, 2001–02, 2007–08, 2009–10, 2020–21, 2021–22
- Viceampioană (2): 2008–09, 2016–17

## Parcursul competițional
| Sezon   | Nivel | Divizie                          | Loc   | Note      | Cupa României |
| ------- | ----- | -------------------------------- | ----- | --------- | ------------- |
| 2023–24 | 3     | Liga a III-a (Seria a X-a)       | 5     |           |               |
| 2022–23 | 3     | Liga a III-a (Seria a X-a)       | 8     |           |               |
| 2021–22 | 4     | Liga a IV-a (SM)                 | 1 (C) | Promovată |               |
| 2020–21 | 4     | Liga a IV-a (SM) (Seria a II-a)  | 1 (C) |           |               |
| 2019–20 | 4     | Liga a IV-a (SM) (Seria a III-a) | 2     |           |               |
| 2018–19 | 4     | Liga a IV-a (SM) (Seria a III-a) | 2     |           |               |
| 2017–18 | 4     | Liga a IV-a (SM)                 | 5     |           |               |

| Sezon   | Nivel                               | Divizie                             | Loc                                 | Note                                | Cupa României                       |
| ------- | ----------------------------------- | ----------------------------------- | ----------------------------------- | ----------------------------------- | ----------------------------------- |
| 2016–17 | 4                                   | Liga a IV-a (SM)                    | 2                                   |                                     |                                     |
| 2015–16 | 4                                   | Liga a IV-a (SM)                    | 7                                   |                                     |                                     |
| 2014-15 | 5                                   | Liga a V-a (SM) (Seria a II-a)      | 6                                   | Promovată                           |                                     |
| 2012–14 | Activitate doar la nivel de juniori | Activitate doar la nivel de juniori | Activitate doar la nivel de juniori | Activitate doar la nivel de juniori | Activitate doar la nivel de juniori |
| 2011–12 | 4                                   | Liga a IV-a (SM) (Seria a II-a)     | 13                                  |                                     |                                     |
| 2010–11 | 4                                   | Liga a IV-a (SM) (Seria a II-a)     | 3                                   |                                     |                                     |
| 2009–10 | 4                                   | Liga a IV-a (SM) (Seria a II-a)     | 1 (C)                               |                                     |                                     |